# Juego de mentiras (telenovela)
Juego de mentiras es una telenovela de suspenso dramático estadounidense producida por Telemundo Global Studios para Telemundo, en el 2023. La telenovela es una historia original de Sebastián Arrau. Se estrenó a través de Telemundo el 7 de marzo de 2023, retomando el horario que dejó la segunda temporada de Pasión de gavilanes para producciones originales.
Está protagonizada por Arap Bethke, Altair Jarabo, María Elisa Camargo y Rodrigo Guirao, junto con Cynthia Klitbo, Eduardo Yáñez, Alicia Machado, Gabriela Vergara y Alberto Casanova en los roles antagónicos.

## Trama
Cuando Adriana Molina (María Elisa Camargo) desaparece, todas las evidencias apuntan a su esposo César Ferrer (Arap Bethke) como el principal sospechoso de su posible asesinato. Decidido a no permitir que le quiten a su hija Noelia (Camila Núñez) de ocho años, César toma la investigación en sus propias manos. Mientras intenta encontrar los motivos de su desaparición, César descubre la doble vida que llevaba y de la que él desconocía, incluida una amante, correspondiente a una familia rica y poderosa. Un momento clave que cambiará el curso de la historia será el descubrimiento de que Adriana tiene una hermana a la que no ve desde que era niña en un orfanato. César entra en una era en una carrera dolorosa, donde está en juego su libertad, su futuro y su amor. A medida que avanza la historia, descubrimos que Adriana Molina no es la persona en la que todos creían, para bien o para mal.

## Reparto
Una lista del reparto confirmado se publicó el 12 de agosto de 2022, a través de la página oficial de la sala de prensa de NBCUniversal Media Village.

### Principales
- Arap Bethke como César Ferrer
- Altair Jarabo como Camila del Río
- María Elisa Camargo como Adriana Molina / Mariana Stanford
  - Emma Sofía Henríquez interpretó a Adriana de niña
- Rodrigo Guirao como Francisco Javier del Río
- Cynthia Klitbo como Renata del Río
- Eduardo Yáñez como Pascual del Río
- Pepe Gámez como Jesús «Chuy» Marín
- Alberto Casanova como Elvis Barros
- Alicia Machado como Alejandra Edwards
- Beatriz Valdés como Elvira Gómez
- Gabriela Vergara como Eva Rojas
- Patricio Gallardo como Tomás del Río
- Bárbara Garófalo como Inés Urrutia
- María Laura Quintero como Linda Márquez
- Aylín Mújica como Rocío Jiménez
- Camila Núñez como Noelia Ferrer

### Recurrentes e invitados especiales
- Eneida Mascetti como Doña Gracia
- Manuela Corzo como Estela Montoya
- Jesús Nasser como Manuel «El Mono»
- Angelo Jamaica como Moisés Alto
- Chela Arias como Olga
- Francisco Porras como Pluto
- Karla Peniche como Yvonne González
- Denisse Novoa como Jacinta Zamora
- José Mizrahi como Escobar
- José Alberto Torres como Federico
- Ezequiel Montalt como Raymundo Edwards
- Camila Arteche como Verónica Baeza
- Argelia García como Luisa Ullola
- Vanessa Lyon como Paola
- Carolina Perpetuo como Nicole
- Neher Jacqueline Briceño como Monja
- Carlos Acosta-Milian como Padre Alberto
- Emma Mizrahi como Hermana Susana

## Episodios
| N.º | Título                             | Fecha de emisión original | Audiencia (millones) |
| --- | ---------------------------------- | ------------------------- | -------------------- |
| 1 | «¿Quién era Adriana Molina?»       | 7 de marzo de 2023        | 0.86                 |
| Cuando Adriana desaparece, César comienza a buscar una explicación, pero seguir el rastro de su esposa solo aumenta su confusión, nada concuerda, y él se convierte en el principal sospechoso.           |                                    |                           |                      |
| 2 | «Culpable o inocente»              | 8 de marzo de 2023        | 0.81                 |
| Más de uno tiene razones para deshacerse de Adriana, aunque los hechos comprometen directamente a César y acercarse a Camila solo genera más dudas. Francisco Javier no mide las consecuencias.           |                                    |                           |                      |
| 3 | «Diana de nadie»                   | 9 de marzo de 2023        | 0.81                 |
| Francisco Javier confiesa que es el amante de Adriana y le cuenta a su hermano que cuando la conoció, ella usaba un nombre falso. César desbloquea el celular de su esposa, hace una llamada              |                                    |                           |                      |
| 4 | «Cuando la ilusión se acaba»       | 10 de marzo de 2023       | 0.68                 |
| Al confirmarse la prueba de ADN, Francisco Javier acusa a César Ferrer de asesinar a su esposa, un audio en su teléfono parece ser la prueba. Renata fue la última persona en hablar con Adriana.         |                                    |                           |                      |
| 5 | «El carpintero fiel»               | 13 de marzo de 2023       | 0.87                 |
| César acepta trabajar en casa de Camila y una llamada expone a Renata. Barros interroga a Noelia y su declaración es tan contundente que lo obliga a actuar. Aparece la otra parte del bikini.            |                                    |                           |                      |
| 6 | «La hija»                          | 14 de marzo de 2023       | 0.82                 |
| Barros se lleva a Noelia y César pierde los estribos. Elvira le hace una pregunta a su hijo, él confiesa que esa noche las cosas se salieron de control. Alejandra sabe de quién es el bikini.            |                                    |                           |                      |
| 7 | «Dura separación»                  | 15 de marzo de 2023       | 0.74                 |
| Francisco busca el bikini para confirmar que era de Mariana, al no encontrarlo, interroga a su madre. Pascual cede ante la exigencia de Eva y habla con su esposa, no piensa cambiar de opinión.          |                                    |                           |                      |
| 8 | «La novia de papá»                 | 16 de marzo de 2023       | 0.73                 |
| Noelia cree que su papá la dejó por una mujer y reconoce la foto de Francisco. Renata le corta las alas a su esposo con una amenaza que lo espanta. César entrega la evidencia y pide ayuda.              |                                    |                           |                      |
| 9 | «Ana Rivero»                       | 17 de marzo de 2023       | 0.70                 |
| Camila e Inés siguen las pistas y encuentran un nuevo alias de Mariana, mientras César busca pruebas y la computadora de Renata confirma su vínculo con Adriana. Una fotografía crea confusión.           |                                    |                           |                      |
| 10 | «Por fin nos vemos las caras»      | 20 de marzo de 2023       | 0.72                 |
| Rocío le entrega a César las llaves del lugar donde puede buscar más respuestas sobre su esposa y es así como las dos vidas de Adriana Molina se encuentran. Tomás esconde más de un secreto.             |                                    |                           |                      |
| 11 | «La huérfana»                      | 21 de marzo de 2023       | 0.74                 |
| Después de un tenso encuentro, Francisco Javier confiesa lo que sabe sobre Mariana y hace una propuesta, César responde con una acusación directa. Pascual tiene claro qué hacer con su esposa.           |                                    |                           |                      |
| 12 | «El depósito»                      | 22 de marzo de 2023       | 0.75                 |
| Los hijos de Renata la acorralan al mencionar el dinero que le transfirió a Adriana Molina y la obligan a confesar. Francisco y César quieren saber de quién era el bebé que esperaba Mariana.            |                                    |                           |                      |
| 13 | «Desaparece por un millón»         | 23 de marzo de 2023       | 0.85                 |
| Renata, confiesa que hizo un pacto con Mariana y asegura que lo único importante para ella era salvar a la familia. Camila le cuenta todo a César. Inés y Tomás encuentran lo que buscaban.               |                                    |                           |                      |
| 14 | «La partida»                       | 24 de marzo de 2023       | 0.65                 |
| Al descubrir quién es César, Renata planifica cómo deshacerse de él y lo obliga a escoger entre dos opciones. Camila se entrega al amor, y tiene un testigo. Noelia comparte con Francisco su secreto.    |                                    |                           |                      |
| 15 | «Sacrificio de amor»               | 27 de marzo de 2023       | 0.67                 |
| Noelia escapa y comienza el operativo de búsqueda. Cuando César se encuentra cara a cara con Camila, no tiene más remedio que seguir las instrucciones de Renata. Aparece el millón de dólares.           |                                    |                           |                      |
| 16 | «Inés, la cómplice»                | 28 de marzo de 2023       | 0.65                 |
| Francisco confirma que existe otra persona relacionada con Adriana, necesita saber quién es "Carita sucia" y tiene claro dónde preguntar. Camila está desolada y Renata celebra su triunfo.               |                                    |                           |                      |
| 17 | «Primer cumpleaños sin ti»         | 29 de marzo de 2023       | 0.68                 |
| Noelia, antes de soplar las velas, pide tres deseos y uno de ellos tiene que ver con su mamita. Inés confiesa y Camila va a la casa de César, necesita confirmar si lo que le dijeron es verdad.          |                                    |                           |                      |
| 18 | «El peor de todos»                 | 30 de febrero de 2023     | 0.79                 |
| Inés encuentra una conexión entre las muertes de Jacinta y Estela, y aunque asustada, amenaza al responsable. César va a la oficina de Barros sin saber que allí lo espera una acusación directa.         |                                    |                           |                      |
| 19 | «El asesino en serie»              | 31 de marzo de 2023       | 0.78                 |
| Todas las pistas apuntan hacia la misma persona. Inés le pide a Francisco que tome cartas en el asunto. Renata quiere controlarlo todo. El plan de Pascual está en marcha, no hay vuelta atrás.           |                                    |                           |                      |
| 20 | «La cuarta víctima»                | 3 de abril de 2023        | 0.70                 |
| Francisco les cuenta lo que sabe a Linda y a Barros, y les pide que hagan algo antes de que muera otra mujer. Camila no da crédito a lo que ve, y su hermano está obligado a confesar.                    |                                    |                           |                      |
| 21 | «Los buitres de la prensa»         | 4 de abril de 2023        | 0.76                 |
| La aparición de Noelia en pantalla causa conmoción y César reacciona al acoso de los medios, la acusación de Camila lo atormenta. La justicia va tras Tomás, él se defiende ante sus padres.              |                                    |                           |                      |
| 22 | «La prensa se enamora»             | 5 de abril de 2023        | 0.82                 |
| La desaparición de Adriana es noticia y los medios se inclinan a favor de César. Tomás busca a su hermano, le confiesa que Adriana iba a materializar su sueño, la policía llega a la empresa.            |                                    |                           |                      |
| 23 | «Quien es Kevin»                   | 6 de abril de 2023        | 0.74                 |
| Eva le confiesa a Renata lo que está haciendo Pascual, jura que se arrepiente porque él la traiciona con un hombre. Adriana envía otro correo electrónico y las sospechas recaen en alguien del gobierno. |                                    |                           |                      |
| 24 | «Los secretos de la senadora»      | 10 de abril de 2023       | 0.88                 |
| Alejandra muerde el anzuelo que le lanza Camila, la tesis de César comienza a tener sentido. Renata llama al número de Kevin y reconoce la voz de quien responde. Pascual pierde los estribos.            |                                    |                           |                      |
| 25 | «El secuestro»                     | 11 de abril de 2023       | 0.64                 |
| Noelia desaparece y la reacción de César es acusar a Alejandra. Chuy confirma la sospecha de Renata, ella le dice a Eva que Pascual la engaña y con quién, la manipula, quiere venganza.                  |                                    |                           |                      |
| 26 | «El regreso de Adriana»            | 12 de abril de 2023       | 0.77                 |
| Una llamada desconcierta a César, pero puede acercarlo al paradero de su hija, eso es lo que importa. Ferrer y su pasado se encuentran cara a cara. Chuy le confiesa a Francisco lo que sabe.             |                                    |                           |                      |
| 27 | «El escondite de Adriana»          | 13 de abril de 2023       | 0.71                 |
| Francisco confirma, gracias a Chuy, el lugar donde se oculta Adriana, aunque comete un error al compartir lo que sabe con la persona equivocada. El ferviente deseo de Noelia se hace realidad.           |                                    |                           |                      |
| 28 | «Mamá no te vallas»                | 14 de abril de 2023       | 0.75                 |
| Noelia se despide de su madre y corre hacia Camila, César recibe a su hija con los brazos abiertos. La vida de Adriana tiene precio, y la libertad de Tomás depende del testimonio de su hermana.         |                                    |                           |                      |
| 29 | «El amor cuesta»                   | 17 de abril de 2023       | 0.65                 |
| Una fotografía de César y Camila publicada en los medios provoca revuelo, Noelia es la más afectada. Francisco le hace a su prometida una pregunta directa, ella responde con una advertencia.            |                                    |                           |                      |
| 30 | «El milagro de la senadora»        | 18 de abril de 2023       | 0.70                 |
| Alejandra traza una estrategia para ganar las elecciones y Adriana Molina es la clave. Un mensaje anónimo llena de dudas a Francisco, su prometida le miente. Hay pruebas para hundir a César.            |                                    |                           |                      |
| 31 | «La boda»                          | 20 de abril de 2023       | 0.63                 |
| En una ceremonia íntima, reina la duda, los recuerdos son una amenaza. Alejandra sorprende con un anuncio sobre Adriana Molina. La advertencia de Renata confirma sus oscuras intenciones.                |                                    |                           |                      |
| 32 | «El rescate»                       | 21 de abril de 2023       | 0.73                 |
| Un acuerdo basado en mutuas condiciones es la solución perfecta para Adriana y la senadora. César descubre que le depositaron un millón de dólares a su cuenta y va en busca de la responsable.           |                                    |                           |                      |
| 33 | «Bienvenida a casa»                | 25 de abril de 2023       | 0.68                 |
| Adriana regresa y aunque Noelia está feliz, ella solo quiere escapar, por eso lanza una amenaza. Francisco le confiesa a su hermana que sigue enamorado y no es de su esposa, pues desconfía de ella.     |                                    |                           |                      |
| 34 | «Amores incompletos»               | 26 de abril de 2023       | 0.63                 |
| Las circunstancias le dan a Camila la oportunidad perfecta, lo mejor es cumplir con la voluntad de su madre para proteger a César. Francisco no puede contenerse y Adriana enfrenta a su rival.           |                                    |                           |                      |
| 35 | «La Sirena»                        | 27 de abril de 2023       | 0.65                 |
| Renata se altera al escuchar los mensajes de audio con la voz de su marido. La amenaza de muerte es real y César tiene que ayudar a su esposa. Adriana confirma la corazonada de Camila.                  |                                    |                           |                      |
| 36 | «Peligro inminente»                | 28 de abril de 2023       | 0.60                 |
| Un atentado a la casa de Ferrer provoca una dolorosa pérdida para Adriana, quieren matarla. Acorralan a la senadora, el tiempo ya se acabó. Por desesperación, Francisco comete un nuevo error.           |                                    |                           |                      |
| 37 | «La familia perfecta»              | 1 de mayo de 2023         | 0.72                 |
| Adriana sorprende a Renata con su visita, le advierte que no tiene tiempo para negociar, hablará con Francisco. Una llamada de Chuy provoca problemas. Eva se asusta con la reacción de Pascual.          |                                    |                           |                      |
| 38 | «Mariana Stanford»                 | 2 de mayo de 2023         | 0.70                 |
| Una enigmática mujer llega a San Diego. Alejandra sigue la orden de Adriana y busca a Pluto, él acepta cooperar, pero exige algo a cambio. Francisco tiene una cita, se lo comenta a su padre.            |                                    |                           |                      |
| 39 | «El parque»                        | 3 de mayo de 2023         | 0.66                 |
| Francisco acude a la cita en el lugar acordado y una bala cambia el curso de los acontecimientos; César también está ahí y lo ve todo. Las duras palabras de Renata rompen el corazón de Camila.          |                                    |                           |                      |
| 40 | «La muerte de Adriana y sus vidas» | 4 de mayo de 2023         | 0.64                 |
| Alejandra le pide a Chuy que la proteja, le dice que algo grave pasó, y cuando Francisco la encuentra, lanza una acusación directa. César teme hablar con Noelia, su reacción lo desconcierta.            |                                    |                           |                      |
| 41 | «Hasta nunca Adriana»              | 5 de mayo de 2023         | 0.71                 |
| Un reclamo de Linda es suficiente para que César asuma que para él solo hay un camino. Eva tiene en sus manos lo que necesita para acabar con las humillaciones. La senadora negocia una alianza.         |                                    |                           |                      |
| 42 | «La fuga»                          | 8 de mayo de 2023         | 0.72                 |
| Camila está convencida de que César cometió un grave error, pero se encargará de buscar las respuestas que demuestren su inocencia. Renata hará cualquier cosa para destruir el sueño de Tomás.           |                                    |                           |                      |
| 43 | «Marcial Herrera»                  | 9 de mayo de 2023         | 0.63                 |
| Buscar información en el club nocturno da frutos, Camila tiene un nombre que puede conducirla al asesino. La defensa de Tomás quiere enlodar a César, la fiscal contraataca y presiona a Inés.            |                                    |                           |                      |
| 44 | «La confesión»                     | 10 de mayo de 2023        | 0.68                 |
| Pascual le dice a Renata que es víctima de chantaje, cuando le cuenta la razón ella se asombra. Camila busca el apoyo de su hermano y aunque Francisco se niega, le propone una salida radical.           |                                    |                           |                      |
| 45 | «La ruta del amor»                 | 11 de mayo de 2023        | 0.74                 |
| Una fotografía tiene la información que Camila necesita y un avión de la empresa la llevará a su destino. Eva no se deja amedrentar por Renata, pero su ex la sorprende. Chuy cumple el encargo.          |                                    |                           |                      |
| 46 | «Prófugos los dos»                 | 12 de mayo de 2023        | 0.61                 |
| Camila busca a César, ella es piloto y tiene claro lo que deben hacer, una aliada los espera. Francisco está desconcertado, los detalles en la habitación de Mariana Stanford llaman su atención.         |                                    |                           |                      |
| 47 | «El error de Noelia»               | 15 de mayo de 2023        | 0.80                 |
| Un acto de añoranza acelera las cosas. Camila y César deben adelantar los planes y el peligro es inminente. Tomás se entera de lo que pasó con sus embriones: está desconcertado.                         |                                    |                           |                      |
| 48 | «El prisionero»                    | 16 de mayo de 2023        | 0.78                 |
| César pierde de vista a Noelia, mientras, Camila va en busca del dinero, ahí comienza la debacle. Eva sigue a Pascual y confirma sus sospechas. Para cuidarse la espalda, graba un video.                 |                                    |                           |                      |
| 49 | «Hasta nunca, fiel secretaria»     | 17 de mayo de 2023        | 0.95                 |
| Eva quiere contarle todo a Francisco, pero Renata toma medidas extremas y no lo permite porque lo primero es su familia. Adriana escribe un diario para contarle su verdadera historia a Noelia.          |                                    |                           |                      |
| 50 | «Entierro sin funeral»             | 19 de mayo de 2023        | 0.71                 |
| Olga desespera y Renata la intimida para evitar que hable, es necesario deshacerse de la evidencia. César no está dispuesto a doblegarse y lo confirma ante el juez.Una verdad sale a la luz.             |                                    |                           |                      |
| 51 | «Cara sucia»                       | 22 de mayo de 2023        | —                    |
| Adriana está lista para huir, pero Pascual cambia el juego, ella le confiesa que creó un monstruo y ahora corre peligro. César no descansará hasta saber quién es Cara Sucia, cuenta con Linda.           |                                    |                           |                      |
| 52 | «Todo es culpa de la traición»     | 23 de mayo de 2023        | —                    |
| El anuncio de Francisco desestabiliza a la senadora, no permitirá que nada arruine su campaña. Chuy no perdona, hará lo que sea para vengarse de Adriana. César rechaza la oferta del abogado.            |                                    |                           |                      |
| 53 | «El entierro de Eva Rojas»         | 24 de mayo de 2023        | —                    |
| Adriana le da las buenas nuevas a Pascual, pero su reacción no es la que esperaba, por eso regresa al orfanato y se hace pasar por su hermana, suplica que la ayuden. Camila acorrala a Barros.           |                                    |                           |                      |
| 54 | «El primer hogar»                  | 25 de mayo de 2023        | —                    |
| Protegida por su nueva identidad, Adriana recuerda el día en que planeó todo con Chuy. Francisco une las piezas del rompecabezas, la pregunta que lanza es directa. Alejandra exige la verdad.            |                                    |                           |                      |
| 55 | «Abre los ojos»                    | 29 de mayo de 2023        | —                    |
| Aunque sus padres intentan manipularlo, Francisco confirma sus sospechas y finalmente llega a la verdad. Adriana ya sabe quién es el sobrino perdido de Renata. Camila presiente el peligro.              |                                    |                           |                      |
| 56 | «Entre la vida y la muerte»        | 30 de mayo de 2023        | —                    |
| Camila busca a la empleada del parque, ella le confirma que César no fue quien disparó, pero ya es tarde para pedirle perdón. Chuy planifica su venganza contra los amantes de Adriana Molina.            |                                    |                           |                      |
| 57 | «La inminente victoria»            | 31 de mayo de 2023        | —                    |
| Comienza el proceso electoral y la senadora se ve obligada a enfrentar los rumores sobre su vida privada. Raimundo tiene malas noticias para Renata. Adriana se lleva una desagradable sorpresa.          |                                    |                           |                      |
| 58 | «El crucifijo»                     | 1 de junio de 2023        | —                    |
| La pista que dejó Adriana en casa de César lleva a Camila hasta el orfanato, donde busca información sobre el verdadero asesino. La senadora pierde el control y deja a todos con la boca abierta.        |                                    |                           |                      |
| 59 | «Nada es igual»                    | 5 de febrero de 2023      | —                    |
| Alejandra reacciona ante las señales y comienza a sospechar, Camila le habla de Cara Sucia y una fotografía confirma sus miedos. Chuy usa los medios a su disposición para hundir a Pascual.              |                                    |                           |                      |
| 60 | «El juicio»                        | 6 de junio de 2023        | —                    |
| Cuando su abogado lo declara culpable, César protesta y exige su derecho constitucional, Camila lo apoya. Renata llega al juzgado para tomar el control. Alejandra está en manos del asesino.             |                                    |                           |                      |
| 61 | «Adiós, hermana Mariana»           | 7 de junio de 2023        | —                    |
| Adriana, convertida en su gemela y por seguridad, regresa a la mansión Stanford, pero la bienvenida no es lo que esperaba. Berenice le dice a Camila que hay un sospechoso, le muestra su foto.           |                                    |                           |                      |
| 62 | «El regreso de Mariana Stanford»   | 8 de junio de 2023        | —                    |
| La llegada de Adriana a la casa de su hermana no es lo que esperaba y una denuncia puede complicarle las cosas. Camila va a casa de sus padres y encuentra las pruebas que incriminan a Pascual.          |                                    |                           |                      |
| 63 | «Sin otra opción»                  | 12 de junio de 2023       | —                    |
| La denuncia de Francisco pone a Pascual entre la espada y la pared, su esposa intenta hacerse cargo del asunto, pero solo hay una salida. Renata le dice a su hijo quién es Mariana Stanford.             |                                    |                           |                      |
| 64 | «El duelo»                         | 13 de junio de 2023       | —                    |
| Encuentran el cadáver de Alejandra, todos los Del Río están conmocionados, pero el desconsuelo de Camila va mucho más allá. Pascual irrumpe en la nueva vida de Adriana y le hace una petición.           |                                    |                           |                      |
| 65 | «El sobrino»                       | 14 de junio de 2023       | —                    |
| Chuy logra que la madre Beatriz, bajo amenaza, le confirme su verdadero origen, él es uno más de la familia. Adriana enfrenta al esposo de su hermana, exige respeto, ya tiene como dominarlo.            |                                    |                           |                      |
| 66 | «Un amor inconcluso»               | 15 de junio de 2023       | —                    |
| Francisco le confiesa a Mariana Stanford lo que sentía por su hermana, Adriana casi no puede contenerse. Al verse acorralada Renata prefiere salvar su pellejo y, además, cobra caro la traición.         |                                    |                           |                      |
| 67 | «El profesor»                      | 19 de junio de 2023       | —                    |
| César llega a la casa de los Stanford para la entrevista, encaja con los niños e insiste en hablar con Mariana. Chuy habla con su tía, es hora de ajustar cuentas, quiere más que solo dinero.            |                                    |                           |                      |
| 68 | «Es su padre»                      | 20 de junio de 2023       | —                    |
| Olga le da a Chuy una razón contundente para detener su venganza contra los Del Río. Una orden de allanamiento acorrala a Renata y perjudica a Pascual. César confirma que Adriana está viva.             |                                    |                           |                      |
| 69 | «El impostor»                      | 21 de junio de 2023       | —                    |
| Chuy se resiste a creer que Pascual es su padre, Olga le explica que a él también lo engañaron, nunca supo de su existencia. Adriana cede ante César y Cara Sucia confirma que ella está viva.            |                                    |                           |                      |
| 70 | «La sospecha de Camila»            | 22 de junio de 2023       | —                    |
| Camila aprovecha una visita al orfanato para buscar información y logra que su madre confiese. Chuy va tras su presa, su tía tendrá que ayudarlo. El plan de escape de Adriana se derrumba.               |                                    |                           |                      |
| 71 | «Padre e hijo»                     | 26 de junio de 2023       | —                    |
| Chuy logra engañar a Pascual y el primer paso que da es controlarlo, luego lo convertirá en la carnada. Camila identifica a Cara Sucia, de inmediato hace una llamada, la advertencia es crucial.         |                                    |                           |                      |
| 72 | «Cazando al cazador»               | 27 de junio de 2023       | —                    |
| Un pedido de ayuda y la confirmación de quién es Cara Sucia obligan a Camila a viajar de inmediato; hará lo que sea para salvar a su padre. Francisco busca definiciones, César le da un consejo.         |                                    |                           |                      |
| 73 | «Medios hermanos»                  | 28 de junio de 2023       | —                    |
| Chuy le confiesa a Camila su verdadero origen y ella se emociona, quiere ayudarlo, pero a él sólo le interesa encontrar a Adriana. Francisco logra despejar sus dudas, el rechazo es inmediato.           |                                    |                           |                      |
| 74 | «Víctima de mi hermano»            | 29 de junio de 2023       | —                    |
| César ya sabe quién es Cara Sucia, él tiene a Camila y Adriana explica qué hacer para rescatarla. La empatía de su hermana no cambia las cosas, a pesar del dolor Chuy no piensa en perdonar.             |                                    |                           |                      |
| 75 | «Una vida por otra»                | 3 de julio de 2023        | —                    |
| Adriana quiere reivindicarse, hará lo necesario para recuperar a Camila, pero frenar a Cara Sucia no es sencillo. Al dato clave de Noelia, se suma una obsesión infantil, ya hay un camino.               |                                    |                           |                      |
| 76 | «Pocas tortugas llegan al mar»     | 4 de julio de 2023        | —                    |
| Camila apela a los recuerdos que comparte con Chuy, pero él no puede controlar su ira, lo paga caro. La mejor de las noticias hace sonreír a César. Los tres deseos de Adriana se hacen realidad.         |                                    |                           |                      |

## Producción

### Desarrollo
El 15 de febrero de 2022, la telenovela fue anunciada en el evento de proyección virtual de Telemundo, con el título provisional de Culpable o inocente. El 16 de mayo de 2022, la telenovela fue presentada junto con un tráiler conceptual durante el marco del Up-front de Telemundo para la temporada en televisión 2022-23. El 13 de agosto de 2022 se anunció que el título oficial de la telenovela sería Juego de mentiras. La producción inició rodaje el 15 de agosto de 2022 en Miami, Estados Unidos, y finalizó el 3 de diciembre de 2022. La telenovela tiene confirmado 80 episodios para su emisión.

### Selección del reparto
El 28 de julio de 2022, Alicia Machado anunció su participación como parte del reparto principal. El 13 de agosto de 2022, Arap Bethke, Altair Jarabo y María Elisa Camargo fueron anunciados en los papeles principales y se publicó una extensa lista de actores en un comunicado de prensa.

## Música
Juego de mentiras (soundrack) es el álbum banda sonora de la telenovela. Fue publicado por Discos Telemundo el 16 de mayo de 2023 en plataformas digitales. Cuenta con 16 temas compuestas por Jorge Avendaño Lührs, además, del tema principal interpretado por Aleks Syntek junto con Ronkiu «El Cubano».
Toda la música incidental está compuesta por Jorge Avendaño Lührs.
Listado de pistas
| N.º | Título                                                               | Duración |  |
| 1.  | «Juego de mentiras (Full Mix)» (Aleks Syntek ft. Ronkiu «El Cubano») | 3:56     |  |
| 2.  | «Be Careful»                                                         | 1:52     |  |
| 3.  | «Delusion»                                                           | 2:21     |  |
| 4.  | «Dirty Face»                                                         | 1:51     |  |
| 5.  | «En La Intriga 01»                                                   | 2:13     |  |
| 6.  | «Faded Memories»                                                     | 2:04     |  |
| 7.  | «Far Away»                                                           | 3:05     |  |
| 8.  | «In Trouble»                                                         | 2:24     |  |
| 9.  | «La Tristesse»                                                       | 2:20     |  |
| 10. | «Obsesiones»                                                         | 2:43     |  |
| 11. | «Pas&Eva - Misterios (Mezcla Completa)»                              | 2:28     |  |
| 12. | «Preguntas sin Respuesta Recaps»                                     | 2:02     |  |
| 13. | «Run & Hide»                                                         | 1:13     |  |
| 14. | «Ruta de escape»                                                     | 1:12     |  |
| 15. | «Taking the Pulse»                                                   | 1:49     |  |
| 16. | «Una duda interminable»                                              | 3:34     |  |
| 17. | «Wild End Strings»                                                   | 1:04     |  |

| Otras canciones no incluidas en el álbum |                                   |          |  |
| N.º                                      | Título                            | Duración |  |
| 1.                                       | «En cuerpo y alma» (Aleks Syntek) | 3:32     |  |

## Audiencias
| Temporada | Horario (ET/CT)                                                            | Episodios | Primera emisión    | Primera emisión      | Última emisión     | Última emisión       | Prom. de espectadores (millones) |
| Temporada | Horario (ET/CT)                                                            | Episodios | Fecha              | Audiencia (millones) | Fecha              | Audiencia (millones) | Prom. de espectadores (millones) |
| --------- | -------------------------------------------------------------------------- | --------- | ------------------ | -------------------- | ------------------ | -------------------- | -------------------------------- |
| 1         | Lunes a viernes 10pm/9c. (eps.1-50) Lunes a viernes 12am/11c. (eps. 51-76) | 50        | 7 de marzo de 2023 | 0.86                 | 4 de julio de 2023 | —                    | 0.73                             |

## Premios y nominaciones

### Premios PRODU 2023
| Categoría                                     | Nominados                                                 | Resultados |
| --------------------------------------------- | --------------------------------------------------------- | ---------- |
| Mejor tema musical de Superserie y Telenovela | «Juego de mentiras» (Aleks Syntek ft. Ronkiu «El Cubano») | Pendiente  |